# Meksička cvatuća naranča
Meksička cvatuća naranča (lat. Choisya) je rod mirisnih, vazdazelenih grmova iz porodice rutovki (Rutaceae). Postoji nekoliko vrsta koje rastu u Meksiku i jugozapadu SAD–a.

## Vrste
1. Choisya arizonica Standl.
2. Choisya dumosa (Torr.) Gray
3. Choisya katherinae C. H. Müll.
4. Choisya neglecta C. H. Müll.
5. Choisya palmeri Standl.
6. Choisya ternata Kunth